# Eunomia (imię)
Eunomia – imię żeńskie pochodzenia greckiego, złożone z członów eu – "dobry, dobrze", i nomos – "prawo", co się tłumaczy jako "praworządność". Imię to nosiła jedna z Hor, greckich bogiń strzegących ładu między ludźmi i rytmem natury (dwie pozostałe to Dike i Ejrene – Irena). Patronką tego imienia w Kościele katolickim jest św. Eunomia, zm. w 304 roku.
Eunomia imieniny obchodzi 12 sierpnia.